# Tiny Naude
Pas d'image ? Cliquez ici

a Compétitions nationales et continentales officielles uniquement.

b Matchs officiels uniquement.
Jacobus Pieter Naude, plus connu comme Tiny Naude, né le 2 novembre 1936 à Warrenton, et décédé le 28 décembre 2006 à Somerset West.
C'est un ancien joueur de rugby à XV sud-africain qui jouait avec l'équipe d'Afrique du Sud de 1963 à 1968 (14 sélections). Il jouait deuxième ligne (1,94 m et 109 kg).
Il était également buteur.

## Carrière

### En province et club
- Western Province

### Avec les Springboks
Il a effectué son premier test match avec les Springboks le 7 septembre 1963 à l’occasion d’un match contre l'équipe d'Australie, dernier match d'une tournée de celle-ci en Afrique du Sud. Celle-ci se solde par un bilan de deux victoires partout, Naudé contribuant par six points à la victoire des Springboks, un essai et une pénalité. Son dernier test match a été effectué le 27 juillet 1968 contre les Lions lors de leur tournée l'été 1968. Il est connu pour être un des rares avants à avoir un rôle de buteur : ainsi, en 1965, il met un terme à une série de sept défaites consécutives des Springboks, en inscrivant la pénalité qui donne la victoire à son équipe face aux All Blacks. Il dispute finalement quatorze rencontres sous le maillot des Springboks : trois face à l'Australie, trois face aux All Blacks en 1965, quatre contre la Frande et quatre contre les Lions. Il inscrit 47 points, avec deux essais, face à l'Australie en 1963 et les Lions en 1968, onze transformations et quatre transformations,.

## Palmarès

### Avec les Springboks
- 14 sélections
- 2 essais, 4 transformations, 11 pénalités (47 points).
- Sélections par année : 1 en 1963, 5 en 1965, 4 en 1967 et 4 en 1968